# Törmässaari
Törmässaari är en ö i Finland.   Den ligger i den ekonomiska regionen  Tornedalens ekonomiska region  och landskapet Lappland, i den norra delen av landet, 700 km norr om huvudstaden Helsingfors. Törmässaari ligger i sjön Majamalompolo.